# Johann Friedrich Schubert
Pour les articles homonymes, voir Schubert (homonymie).
Johann Friedrich Schubert, né le 17 décembre 1769 à Rudolstadt dans la Principauté de Schwarzbourg-Rudolstadt et mort le 13 octobre 1811 à Mülheim am Rhein près de Cologne, est un compositeur et violoniste allemand de la fin de la période classique.

## Biographie

### Origine et formation
Johann Friedrich Schubert naît le 17 décembre 1769 à Rudolstadt dans la principauté de Schwarzbourg-Rudolstadt, dans le Saint-Empire romain germanique,,.
Vers ses dix-huit ans, il commence son apprentissage chez le musicien municipal Hesse à Frankenhausen,.
Il n'y reste qu'un an puis va continuer ses études auprès de Christian Hieronimus Krause à Sondershausen dans la Principauté de Schwarzbourg-Sondershausen,. Sur recommandation d'Ernst Ludwig Gerber, il participe aux concerts hebdomadaires de la cour de cette ville.

### Carrière
Après un an, Johann Friedrich Schubert se brouille avec Krause, quitte Sondershausen et se rend à Berlin où son talent de violoniste lui permet de trouver un emploi.
En 1798, il est chef d'orchestre et compositeur de la troupe de théâtre de Conrad Carl Casimir Döbbelin à Stettin où le violoniste Hauk met la dernière main à son éducation, et particulièrement à son habileté au violon,.
À partir de 1801, il est directeur musical du théâtre de Glogau,. À partir de 1804, il occupe la même fonction à Ballenstedt au sein de la troupe théâtrale de Vetter,.
Il se rend ensuite à Mühlheim, où il dirige les concerts de l'association des commerçants de Cologne.
Johann Friedrich Schubert meurt le 13 octobre 1811 à Mülheim am Rhein près de Cologne,,.

## Œuvre

### Compositions musicales
- Die nächtliche Erscheinung (L'Apparition nocturne) opéra en deux actes représenté à Stettin en 1798[1]
- Macht uns gleich der Schmerz oft bange pour voix et orchestre, un Air avec accompagnement de deux violons, deux cors, deux hautbois, alto et basse, 1800, attribution douteuse
- Misero pargoletto pour soprano et orchestre, un Air avec l'accompagnement de deux violons, deux hautbois, deux cors, deux fagotts obl., viola & basse, vers 1800, attribution douteuse  I Recitativo – I lasci dove sono II Air   – Misero pargoletto
- Trois Duos pour deux violons op. 1, Breitkopf & Härtel, Leipzig, 1804
- Trois Duos pour deux violons op. 2, Breitkopf & Härtel, Leipzig, 1804
- Concerto pour alto et orchestre C-Dur, Leipzig, 1805
- 24 Petit Pieces pour piano op. 3, Breitkopf & Härtel, Leipzig, 1806
- Concerto pour hautbois (ou clarinette) et basson et deux flûtes, deux clarinettes, deux cors, basson et cordes, Ambrosius Kühnel, Leipzig, 1807
- Die Sehnsucht pour voix et piano, texte: Friedrich Schiller, Incipit:  Ach aus dieses Thales Gründen
- Mein Vögelchen und ich pour voix et piano, texte: Johann Wilhelm Ludwig Gleim

### Écrits
- Über den mechanischen Bau der Violin
- Vorschläge zur Verbesserung des Kontraviolons
- Neue Singe-Schule oder gründliche und vollständige Anweisung zur Singkunst in drey Abtheilungen mit hinlänglichen Übungsstücken, Breitkopf & Härtel, Leipzig, 1804 (RISM 991004686)

## Enregistrements
- 1990 : Concertos for clarinet, bassoon and orchestra, œuvres de Johann Friedrich Schubert et Peter von Winter, par Dieter Klöcker et Karl-Otto Hartmann (basson), avec le Suk Chamber Orchestra Prague, dir. Petr Škvor (MDG Gold 301 0527-2)